# Raión de Agdash
Agdás o Agdash (en azerí: Ağdaş) es uno de los cincuenta y nueve rayones en los que subdivide políticamente la República de Azerbaiyán. La capital es la ciudad homónima.

## Etimología
El nombre del distrito proviene del nombre del centro del distrito, la ciudad de Agdash. El topónimo de Agdash proviene de raza Agdash de la tribu turca-oghuz de Afshar.

## Historia
Raión se formó el 8 de agosto de 1930. 

### Territorio y Población
Posee una superficie de 1023 kilómetros cuadrados con una población de 93 300 personas y una densidad poblacional de 91 habitantes por kilómetro cuadrado.
| 1939   | 1959    | 1970    | 1976    | 1979    | 1989    | 1991    | 1999    | 2009    | 2013     | 2014     | 2017    |
| 58 064 | ↘40 446 | ↗60 172 | ↗64 900 | ↗67 920 | ↗74 466 | ↗76 200 | ↗89 214 | ↗98 599 | ↗103 300 | ↗104 400 | ↗107 90 |

## Geografía
El distrito al norte tiene frontera con el distrito Sheki, al noreste con Oghuz, al este con Gabala, Goychay y Uyar, al sureste con Zardab, al suroeste con Barda y al oeste con Yevlaj.
El distrito de Agdash está situado en el noreste de la llanura de Shirván y el sur de la estribación de Ajinour. El relieve del distrito es predominantemente bajo, en el norte del distrito es montañoso. Los paisajes son semidesérticos y esteparios secos. De los animales en la zona viven lobos, zorros, jabalíes y otros, de aves - turachi, perdices, buitres, faisanes.

## Personas notables
- Habil Aliyev
- Khazar Isayev
- Fariz Safarov
- Fikrat Goja